# Marcin Nosal
Marcin Janusz Nosal (ur. 1969 w Sieradzu) – polski dyplomata, chargé a’affaires RP w Mołdawii (2009–2010), konsul generalny w Królewcu (2014–2018) oraz Irkucku (od 2025).

## Życiorys
Marcin Nosal ukończył studia w Instytucie Stosunków Międzynarodowych Uniwersytetu Warszawskiego. Karierę zawodową zaczynał jako aplikant w Ministerstwie Spraw Zagranicznych (w latach 1995–1996). Od 1997 radca w Departamencie Personalnym, ekspert w Departamencie Europy Wschodniej. W 1999 został II sekretarzem w Ambasadzie RP w Londynie. Cztery lata później objął stanowisko II, następnie I sekretarza w Departamencie Europy MSZ. Od 2006 do 2012 przebywał na placówce w Kiszyniowie jako radca oraz I radca, gdzie w okresie 2009–2010 pełnił obowiązki chargé a’affaires. W czasie jego kadencji m.in. powołano Polsko-Mołdawskie Forum Integracyjne mające na celu wymianę doświadczeń oraz pomoc w integracji Mołdawii z Unią Europejską. Od 24 marca 2014 do 2018 konsul generalny w Królewcu. Następnie był kierownikiem Wydziału Konsularnego Ambasady RP w Moskwie. W kwietniu 2025 objął stanowisko konsula generalnego RP w Irkucku.